# Allan Jensen (mountainbike-orienteringsrytter)
 Der er flere personer med dette navn, se Allan Jensen (flertydig).
Allan Jensen (mountainbike-orienteringsrytter) (født 3. juni 1981) er en dansk adventure-racer og mountainbike-orienteringsrytter, der er dobbelt europamester i mountainbike-orientering (MTBO).
I 2022 vandt Allan Jensen guld ved danmarksmesterskabet i MTBO
Allan Jensen kører MTBO for Silkeborg OK og har tidligere kørt for OK Pan Aarhus og Ballerup OK, mens han har kørt adventure race (AR) på holdene ’Team Dare Devil’ og ’AdventureTeam.dk’.

## Resultater i MTBO

### EM i MTBO
Allan Jensen har to gange vundet guld ved europamesterskabet (EM) i mountainbike-orientering – begge gange som førsterytter på stafetten. Ved EM i Danmark (2009) vandt Allan Jensen guld på herre-stafetten sammen med Claus Stallknecht og Bjarke Refslund.
I 2008 vandt Allan Jensen en guldmedaljer ved EM i Litauen på herre-stafetten sammen med Erik Skovgaard Knudsen og Lasse Brun Pedersen.

### DM i MTBO
Allan Jensen har vundet en guldmedalje og en stribe sølvmedaljer og en enkelt bronzemedalje ved danmarksmesterskaberne (DM) i MTBO.
I 2022 vandt Allan Jensen guld ved DM på lang-distancen. Han har herudover vundet tre sølvmedaljer på langdistancen (2019, 2015 og 2006).
På mellemdistancen har Allan Jensen vundet sølv fire gange (2023, 2022, 2021 og 2019). Mens han på sprintdistancen har vundet en sølvmedalje (2021) og en bronzemedalje (2019).
Medaljeoversigt ved danske mesterskaber
2023
- Sølv, Mellem (Hindsgavl)

2022
- Guld, Lang (Store Dyrehave)
- Sølv, Mellem (Gribskov Vest)

2021
- Sølv, Mellem (Grenå Plantage)
- Sølv, Sprint (Grenå By)

2019
- Sølv, Lang (Tisvilde Hegn)
- Sølv, Mellem (Hedeland)
- Bronze, Sprint (Antvorskov Kasserne)

2015
- Sølv, Lang (Hvalsøskovene)

2006
- Sølv, Lang (Stenderup)

## Resultater i adventure race

### Udenlandske adventure race
Allan Jensen (i adventure race sammenhænge ofte omtalt som Allan Treschow eller Allan Treschow Jensen) blev sammen med Bjarke Refslund, Torbjørn Gasbjerg og Sandra Maria Treschow (AdventureTeam.dk) nummer tre i ’Gold Rush Mother Lode’ i Canada, der var et af de adventure race, der indgik i World Serien i 2013.

### DM i adventure race
Tre år i træk er Allan Treschow Jensen blevet dansk AR-mester sammen med Team Dare Devil.
I 2013 vandt Allan Treschow Jensen DM i Master-distancen ved ’Thy til lands, til vands og i luften’ sammen med Torbjørn Gasbjerg, Henrik Leth Jørgensen og Sandra Maria Treschow (Team Dare Devils).
I 2012 vandt Allan Treschow Jensen ’Sorø Adventure Race’ sammen med Sandra Maria Treschow og Torbjørn Gasbjerg (Team Dare Devils) - de primære resultater er ikke længere tilgængelige.
I 2011 vandt Allan Treschow Jensen DM i Master-distancen ved ’Nordisk Challenge Silkeborg’, det var også her sammen med Sandra Maria Treschow og Torbjørn Gasbjerg (Team Dare Devils).

## References
1. 1 2  International Orienteering Federation’s Event Management Service (27. juni 2009), European MTB Orienteering Championships 2009. Results, IOF Eventor, hentet 30. juli 2022
2. 1 2  International Orienteering Federation’s Event Management Service (26. september 2009), European MTB Orienteering Championships 2009. Results, IOF Eventor, hentet 30. juli 2022
3. 1 2  Dansk Orienterings-Forbund (11. juni 2022), 2022-Lang-St. Dyrehave (MTBO). Download, do-f.dk, hentet 13. april 2023 (Webside ikke længere tilgængelig)
4. ↑  Dansk Orienterings-Forbund (15. juni 2019), 2019 Lang Tisvilde Hegn (MTBO), do-f.dk, hentet 13. april 2023
5. ↑  Dansk Orienterings-Forbund (8. august 2015), 2015 Lang (Hvalsøskovene (MTBO)). Download, do-f.dk, hentet 13. april 2023
6. ↑  Dansk Orienterings-Forbund, 2006 MTBO - Lang (Stenderup), do-f.dk, hentet 13. april 2023
7. ↑  Dansk Orienterings-Forbund (18. juni 2023), 2023 DM MTBO Mellem - Hindsgavl, do-f.dk, hentet 18. september 2023
8. ↑  Dansk Orienterings-Forbund (12. juni 2022), 2022-Mellem-Gribskov Vest (MTBO), do-f.dk, hentet 13. april 2023
9. ↑  Dansk Orienterings-Forbund (26. juni 2021), 2021 Mellem Grenå Plantage (MTBO), do-f.dk, hentet 16. juni 2022
10. ↑  Dansk Orienterings-Forbund (16. juni 2019), 2019 Mellem Hedeland (MTBO), do-f.dk, hentet 13. april 2023
11. ↑  Dansk Orienterings-Forbund (25. juni 2021), 2021 Sprint Grenå (MTBO), do-f.dk, hentet 13. april 2023
12. ↑  Dansk Orienterings-Forbund (14. juni 2019), 2019 FM Sprint Antvorskov kaserne (MTBO), do-f.dk, hentet 8. september 2022
13. ↑  Gold Rush Mother Lode, Gold Rush Mother Lode 2013 Highlights, goldrushar.com, hentet 14. juni 2022
14. ↑  AR Worldseries, Team profile, arworldseries.com, hentet 14. juni 2022
15. ↑  Thy Race, Thy til land, til vands og i luften - 2013 (PDF), thyrace.dk, hentet 13. juni 2022
16. ↑  Danish Adventure Race Union, DM – Hall of Fame, ar-union.dk, hentet 14. juni 2022
17. ↑  Silkeborg Orienteringsklub, Resultatliste Nordisk Challenge 30.04.2011. Master - Afgørelsen, silkeborg-ok.dk, hentet 14. juni 2022